# Hauptlebensdaten
Die Hauptlebensdaten einer Person mit bekannten Vornamen und Familienname sind die drei aus Kirchenbüchern bzw. Personenstandsregistern zu ermittelnden Angaben für Ort und Zeit von Geburt (bzw. Taufe), Heirat sowie Tod (bzw. Begräbnis) zu jeder (namentlich bekannten) Person. Sie bilden das Gerüst für jede Ahnenliste bzw. Ahnentafel.